# Louis Gaussen
Pour les articles homonymes, voir Gaussen.
François Samuel Robert Louis Gaussen, né à Genève le 25 août 1790 et mort dans la même ville le 18 juin 1863, est un théologien réformé et pasteur suisse.

## Biographie
Louis Gaussen naît à Genève en 1790, fils de Georges-Marc Gaussen, membre du Conseil des Deux-Cents, et d'Antoinette-Jeanne Puerari. Il descend d'une ancienne famille du Languedoc. Il étudie la théologie à l'Académie de Genève où il obtient son doctorat en 1813. Il est consacré pasteur en 1814, il est successivement chargé des cultes de semaine à Genève de 1814 à 1816, puis est nommé pasteur à Satigny de 1816 à 1831. Il s'oriente progressivement vers un calvinisme strict, fonde la Société évangélique de Genève en 1830 avec Antoine Jean Louis Galland, et ouvre une école de théologie indépendante en 1831. Il fonde en 1834 la « chapelle de l'Oratoire », dont il est pasteur jusqu'à sa mort. Il est l'un des fondateurs de l'Église évangélique libre de Genève (en) en 1848-1849.

## Publications
- La Théopneustie, ou pleine inspiration des Saintes Écritures, Paris, 1840.
- Daniel le Prophète, 3 volumes, 1848-1850 ; (commentaire exposé dans une suite de leçons pour une école du dimanche, il y explique aussi les principaux passages de l'Apocalypse).
- Le Canon des Saintes Écritures au double point de vue de la science et de la foi, 1860.